# Maria ad Graduskerk (Keulen)
De Maria ad Graduskerk (Duits: Maria zu den Stufen, Nederlands: Maria-aan-de Trappen) was een romaanse stiftskerk in de Duitse stad Keulen ten oosten van de dom van Keulen. In de kerk rustte tot de afbraak het overschot van de heilige Richeza, koningin van Polen en kleindochter van keizer Otto II. De Maria ad Graduskerk werd in 1817 afgebroken.

## Geschiedenis
De kerk werd door aartsbisschop Herman gebouwd op de plek van een bij de dom horende doopkapel. In een document van 1075 verklaarde aartsbisschop Anno II dat het stift naar ontwerp en met de middelen van aartsbisschop Herman werd opgericht. De bouw werd vermoedelijk voltooid in het jaar 1062. De kerk was ongeveer 55 meter lang en 42 meter breed, had zowel een oostelijk als een westelijk koor en bezat twee dwarsschepen. In 1085 brandde de kerk af, werd herbouwd en later in gotische stijl vergroot. Een dubbele, open zuilenrij verbond de Maria ad Graduskerk met de dom.
De Franse bezetting van het Rijnland in 1794 leidde tot opheffing van de kloosters en stiften. In veel gevallen werden de gebouwen afgebroken en soms kregen de gebouwen een profane bestemming. Om de kerken te redden namen parochiegemeenschappen zo veel mogelijk stiftskerken over, die dan vervolgens de eigen oude parochiekerken afstoten. In het geval van de Maria ad Graduskerk bleek dit niet mogelijk, omdat deze kerk te dicht bij andere kerken (de dom, de Andreaskerk en de Grote Martinunskerk) stond en het gebied voldoende parochiekerken telde.

## Sloop
Na aanvankelijk te zijn gebruikt als magazijn werd het voormalige kerkgebouw in het jaar 1817 afgebroken. Bij de afgraving van de grond bij de dom gingen in 1827 eveneens de fundamenten verloren. De resten van de heilige Richeza werd overgebracht naar de dom.

## Erfgoed
Bij het oostelijk koor van de dom bevinden zich nog enige fragmenten en staat nog een zuil met kapiteel van de oorspronkelijke zuilenrij die de kerk verbond met de dom, de zogenaamde Domsäule. In de aartsbisschoppelijke bibliotheek van Keulse bisdom bevindt zich nog een evangeliarium uit de kerk. De Hessischen Landes- und Hochschulbibliothek te Darmstadt bezit het zogenaamde Richeza-evangeliarium, dat eveneens tot de inventaris van de kerk behoorde.

## Afbeeldingen

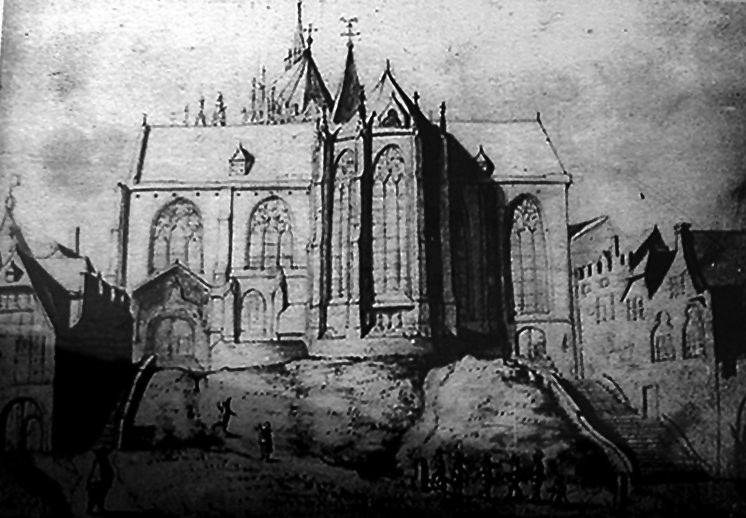
De kerk op een oude tekening
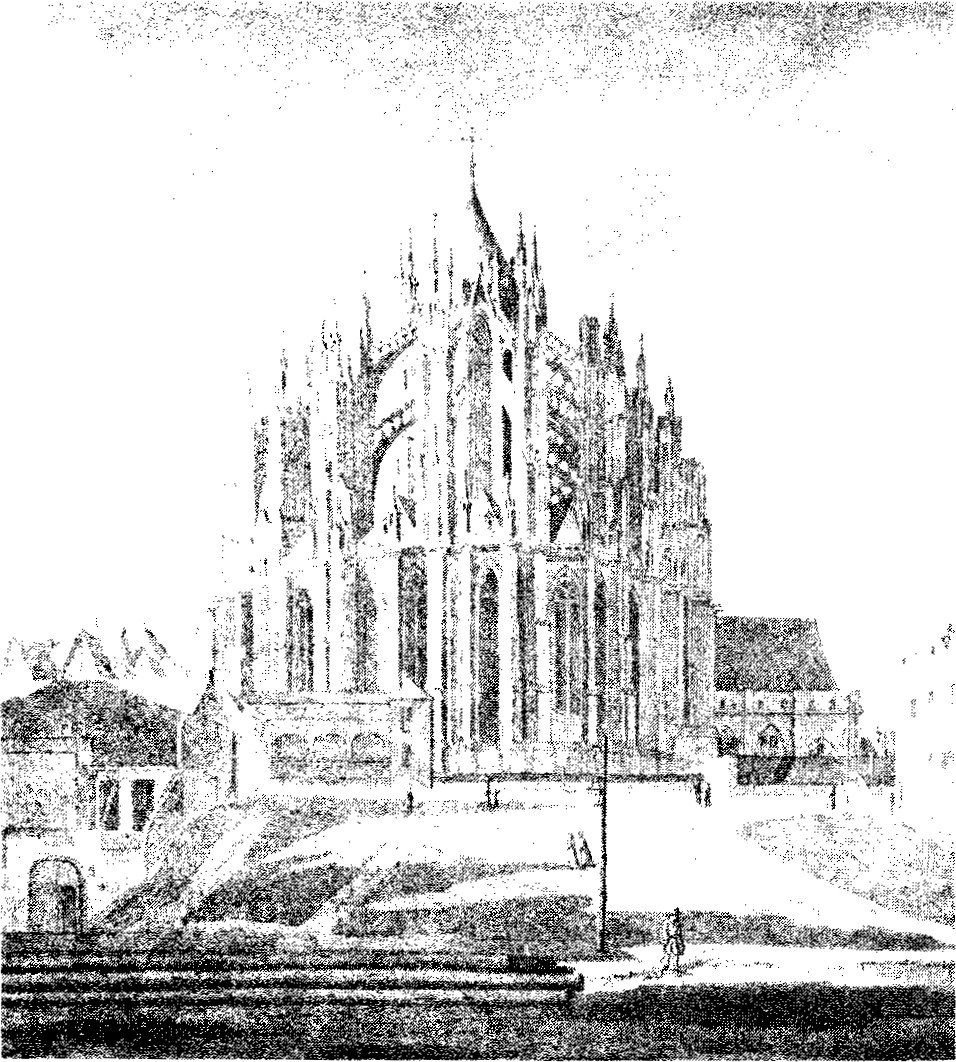
Dom met op de voorgrond de toen nog aanwezige fundamenten van de kerk (tekening van Johann Peter Weyer, 1825)
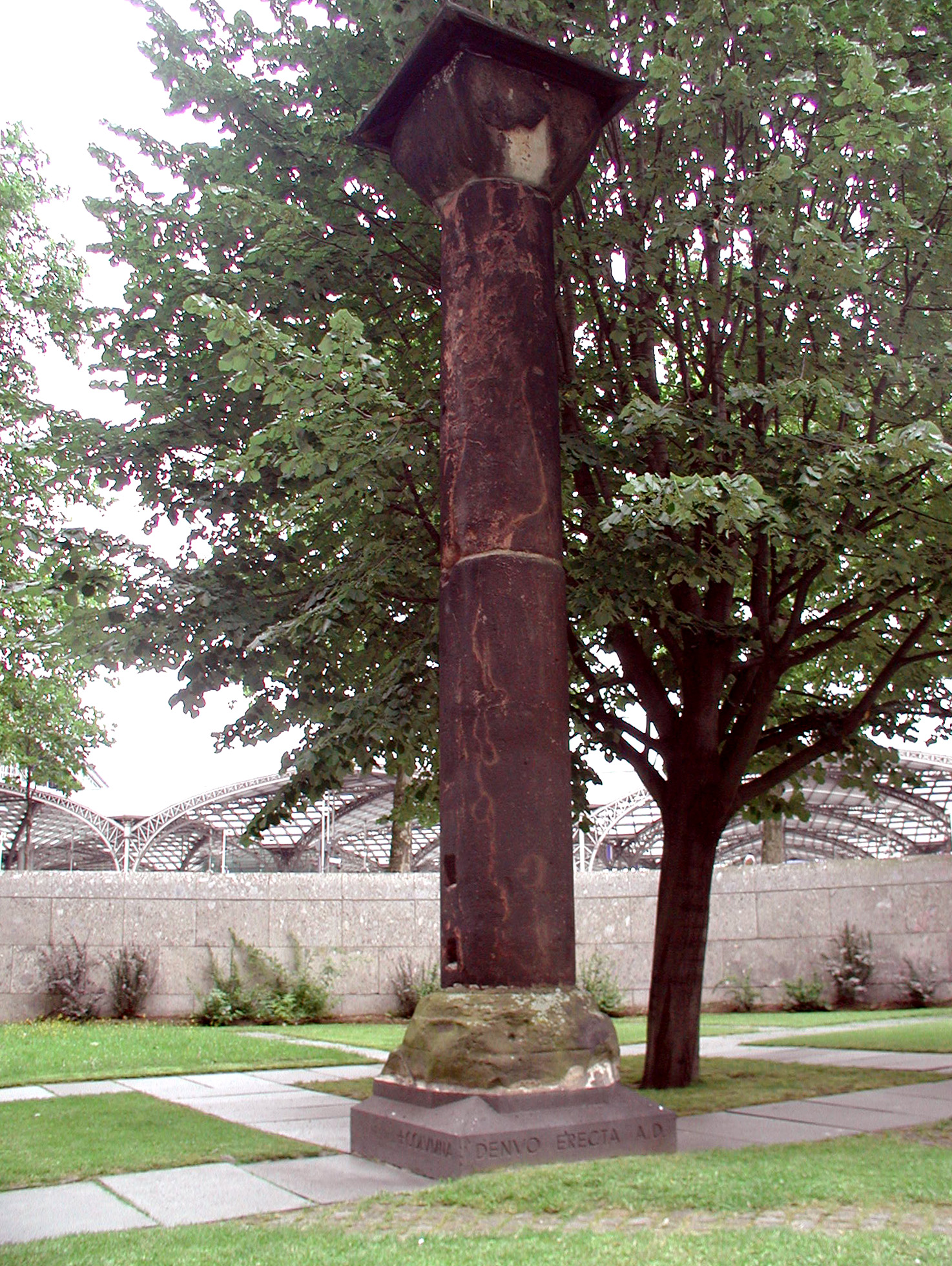
Domsäule
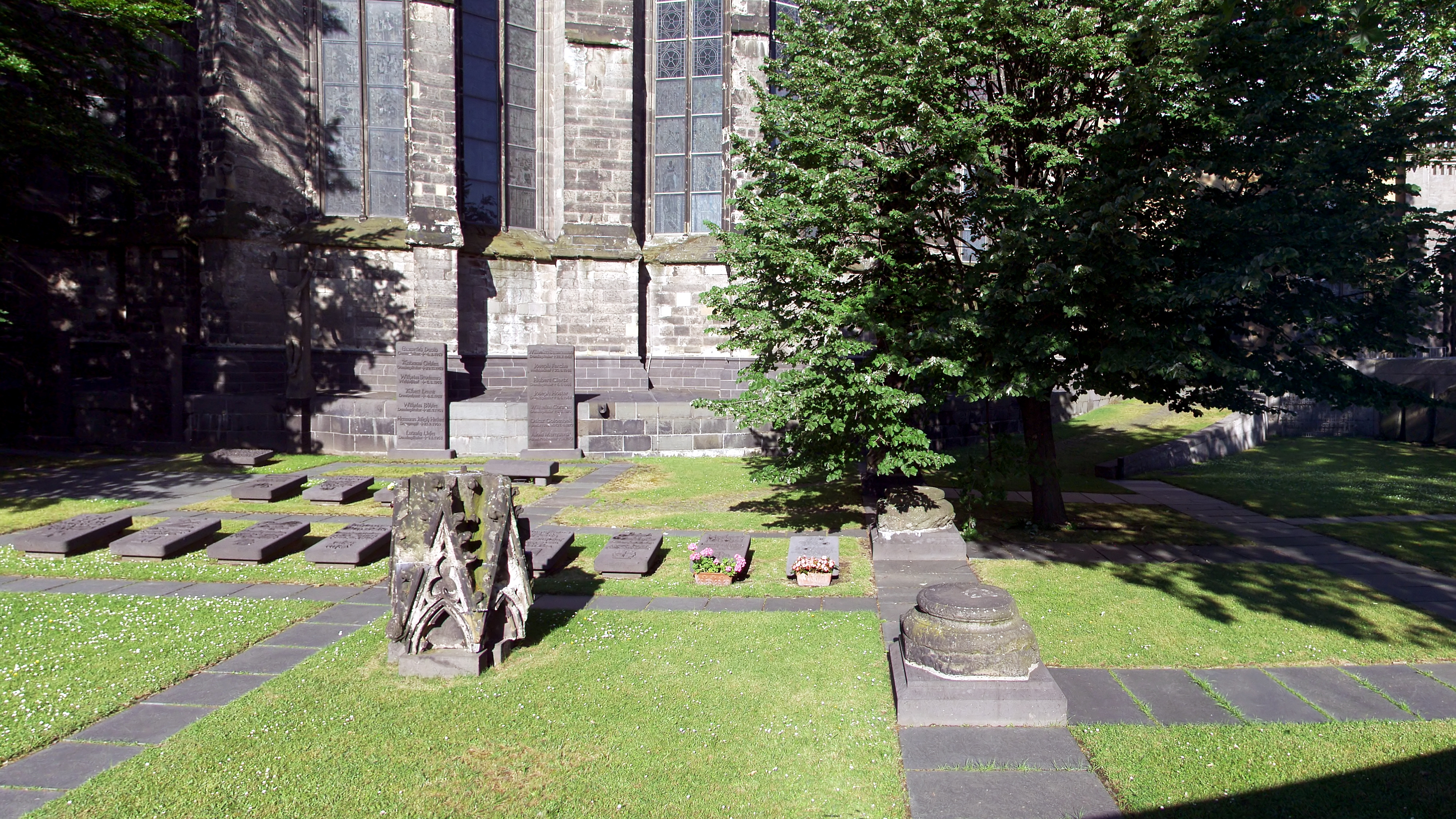
fragmenten